# 杭州市安吉路实验学校
杭州市安吉路实验学校前身为杭州市安吉路小学，创建于1954年。学校自1956年以来实施五年制，1955年为省重点小学，1963年定为浙江省教育厅直属学校。1986年改为浙江省实验小学，1990年秋季开始，进行小学初中九年一贯制改革，改名为杭州市安吉路实验学校，为浙江省实验学校。现任校长为黄雄